# Dolbina
Dolbina ist eine Gattung aus der Schmetterlingsfamilie der Schwärmer (Sphingidae). Die Gattung hat ihre Verbreitung in der Paläarktis. Sie ist nahe verwandt mit den Gattungen Sphingulus und Kentrochrysalis.

## Merkmale
Die Falter haben kurze, schlanke und am Ende hakenförmige Fühler, die fein behaart sind, auf der basalen Hälfte länger als auf der apikalen. Der Pilifer, eine Struktur, die sich aus dem Labrum ableitet, ist zu einem Knötchen reduziert, das einige wenige Borsten und Schuppen trägt. Lediglich Dolbina inexacta besitzt darauf keine Schuppen. Der Saugrüssel ist ebenso wie die Palpen zurückgebildet. Die Tibien besitzen keine Dornen, lediglich an den Hintertibien sind zwei Paar stark reduzierte Sporne erkennbar.
Die Eier sind kugelig und blass gelblichgrün gefärbt.
Die Raupen, soweit sie bekannt sind, sind denen der Gattung Smerinthus sehr ähnlich, besitzen aber ein langes, gerades und gekörntes Analhorn und zeigen eine Aufhellung jeweils unter den schrägen Seitenstreifen.
Die Puppen sind ebenso denen der Gattung Smerinthus ähnlich. Der Saugrüssel ist vollständig mit dem Körper verwachsen, der Kremaster ist langgestreckt und endet in einem Paar kleiner Dornen. Seitlich befinden sich weitere Dornen.

## Lebensweise
Die Raupen ernähren sich von Bäumen und Sträuchern aus der Familie der Ölbaumgewächse (Oleaceae).

## Systematik
In Europa wird die Gattung Dolbina nur durch Dolbina elegans vertreten, weltweit sind 12 Arten der Gattung bekannt:
- Dolbina elegans A. Bang-Haas, 1912
- Dolbina exacta Staudinger, 1892
- Dolbina formosana Matsumura, 1927
- Dolbina grisea (Hampson, 1893)
- Dolbina inexacta (Walker, 1856)
- Dolbina krikkeni Roesler & Kuppers, 1975
- Dolbina luzonensis Brechlin, 2009
- Dolbina manjunatha Haxaire & Melichar, 2013
- Dolbina mindanaensis Brechlin, 2009
- Dolbina paraexacta Brechlin, 2009
- Dolbina schnitzleri Cadiou, 1997
- Dolbina tancrei Staudinger, 1887

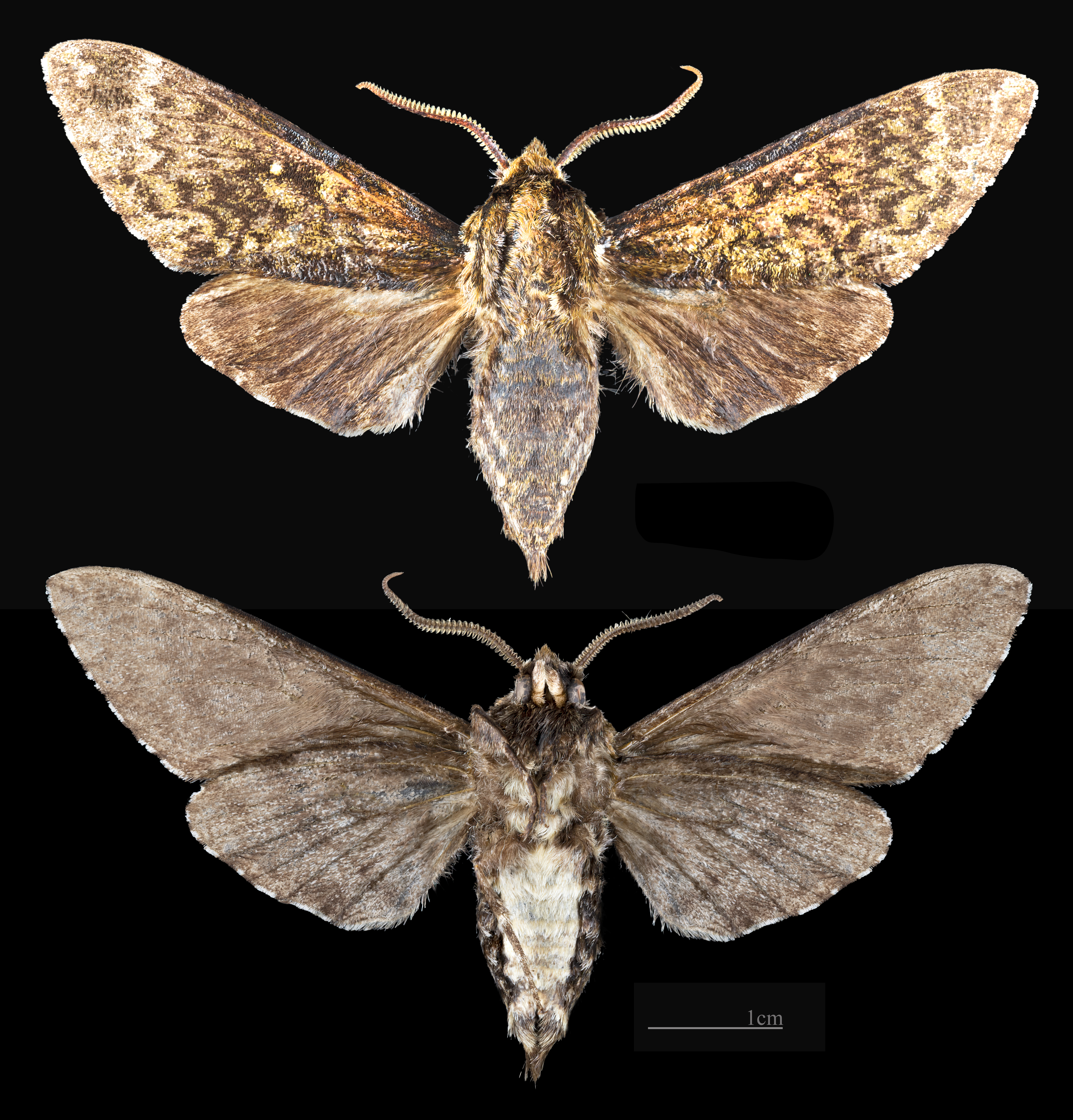
Dolbina exacta
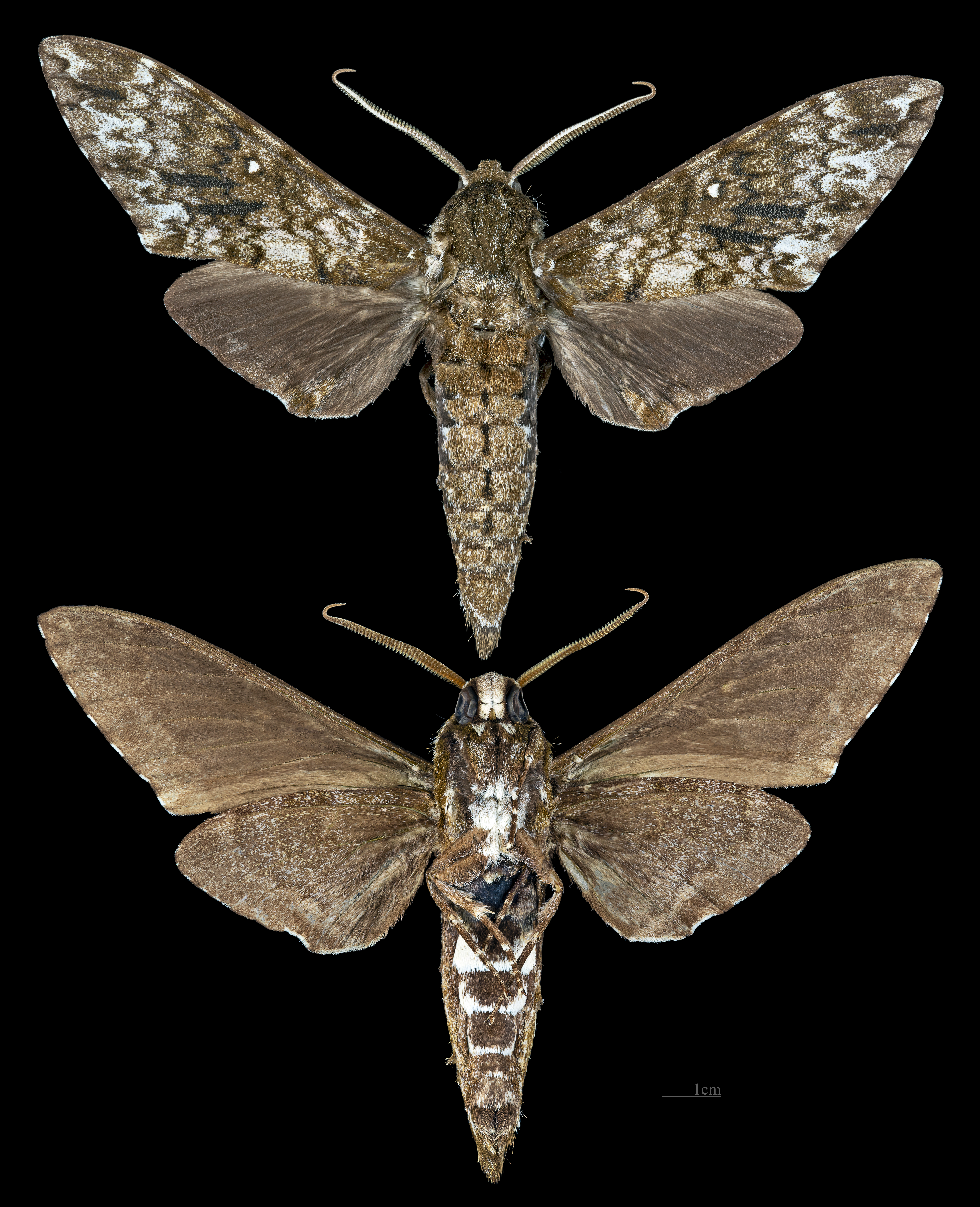
Dolbina inexacta
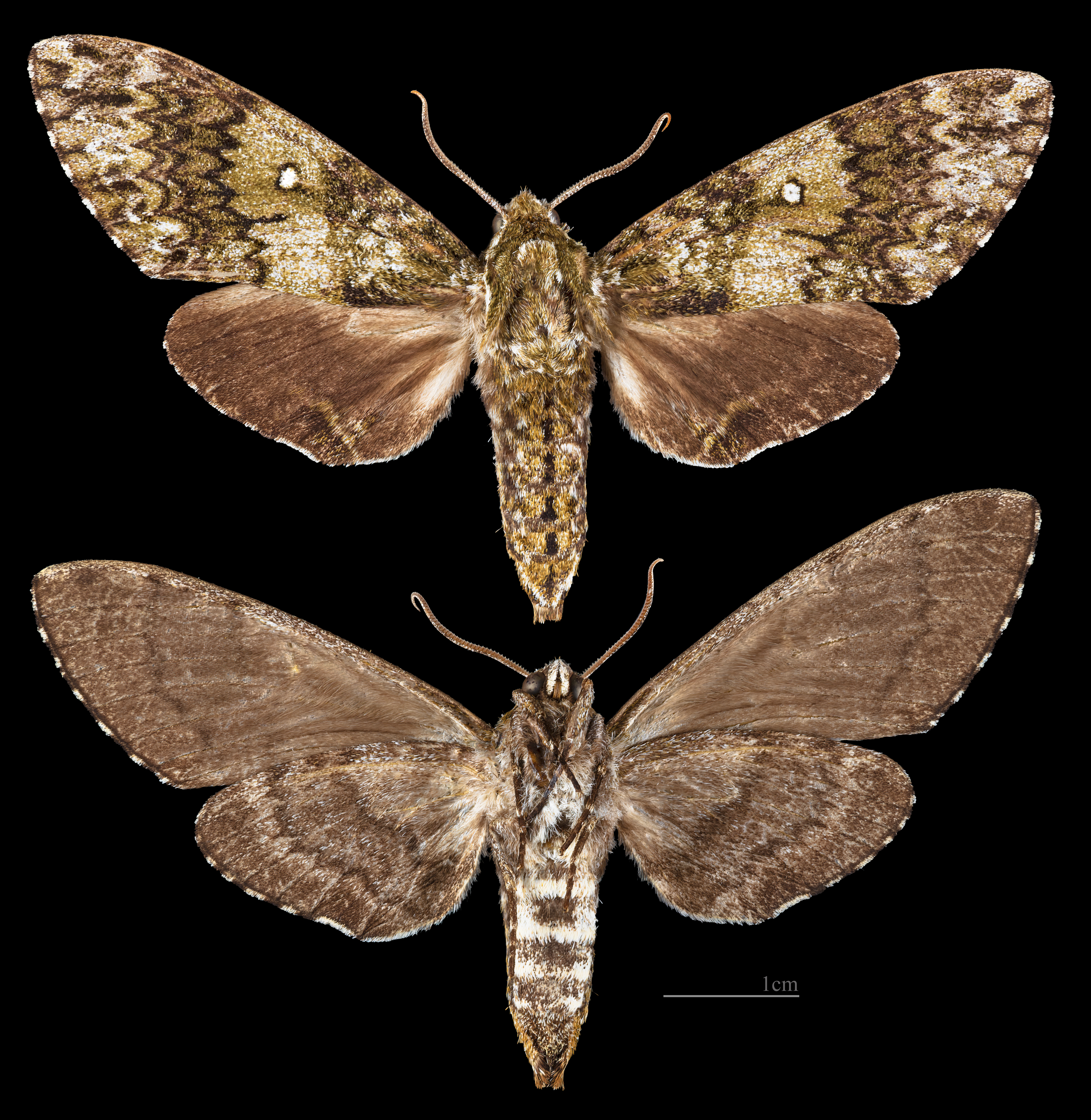
Dolbina tancrei

## Belege